# Бережный, Андрей Александрович
Андрей Александрович Бережный (укр. Андрій Олександрович Бережний; род. 6 сентября 1973) — бригадный генерал Вооружённых сил Украины, начальник Харьковского национального университета Воздушных Сил имени Ивана Кожедуба, участник российско-украинской войны, кандидат технических наук.

## Биография
В 2014 году полковник Бережный был командиром 138-й зенитной ракетной бригады Воздушных Сил Вооруженных Сил Украины. С началом Российско-украинской войны находился на фронте.
В 2017 году являлся заместителем командира Воздушного командования «Восток» по боевой подготовке, с 16 февраля 2018 года исполнял обязанности заместителя начальника Харьковского национального университета Воздушных Сил имени Ивана Кожедуба. Работал начальником штаба и первым заместителем начальника этого же университета.
18 сентября 2020 года защитил кандидатскую диссертацию по теме «Методы и информационная технология автоматизированного планирования маршрутов полетов беспилотных летательных аппаратов для повышения эффективности поиска объектов», получил научную степень кандидата технических наук.

## Воинские звания
- Полковник
- Бригадный генерал (5.08.2022)[7]

## Награды
- Орден Данилы Галицкого (2022) — за личное мужество и самоотверженные действия, проявленные в защите государственного суверенитета и территориальной целостности Украины, верность военной присяге[8]
- Почётный гражданин Харькова (2023)[9]